# Ermida de Nossa Senhora da Conceição (Vila do Porto)

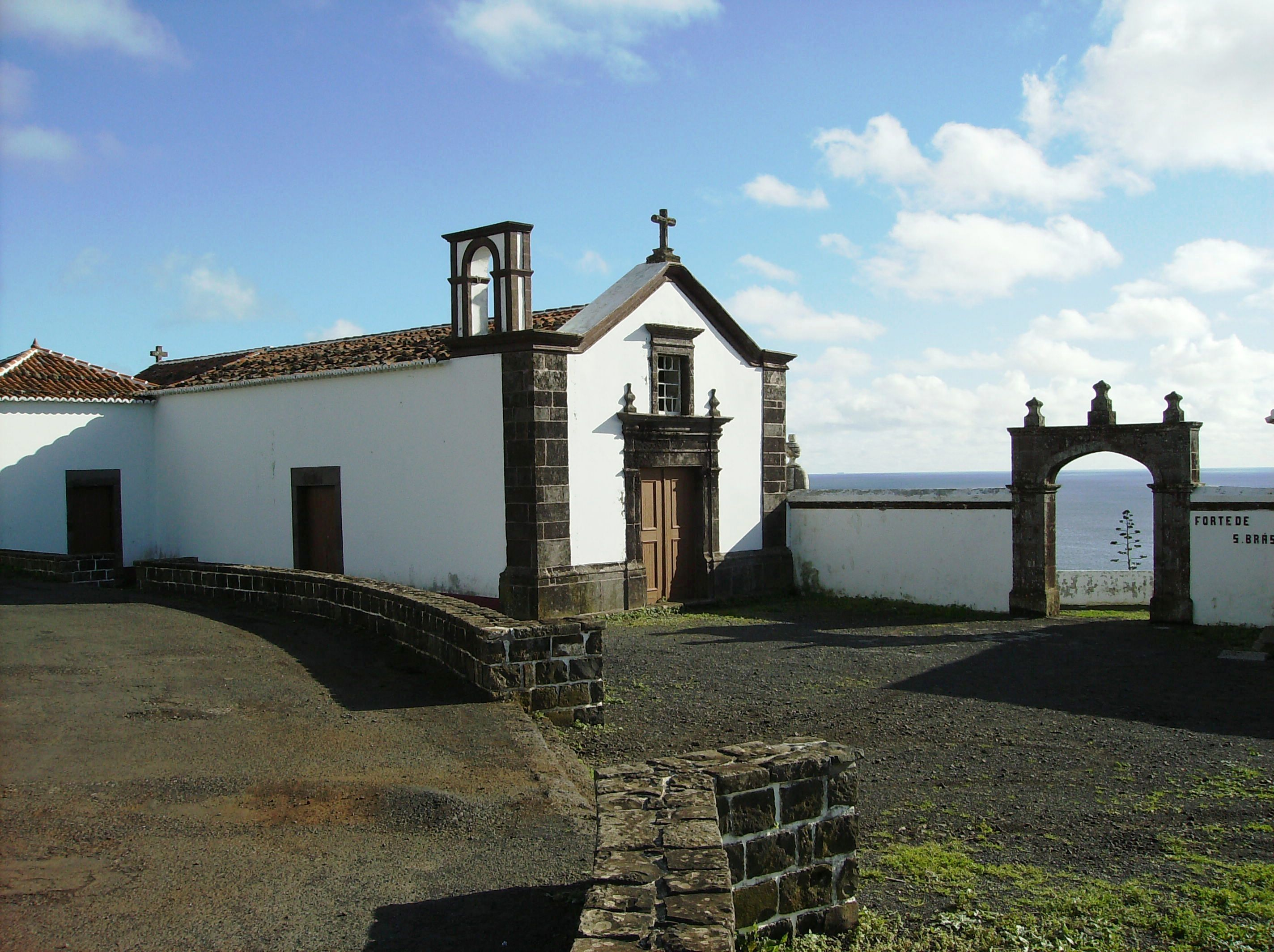
Ermida de Nossa Senhora da Conceição.

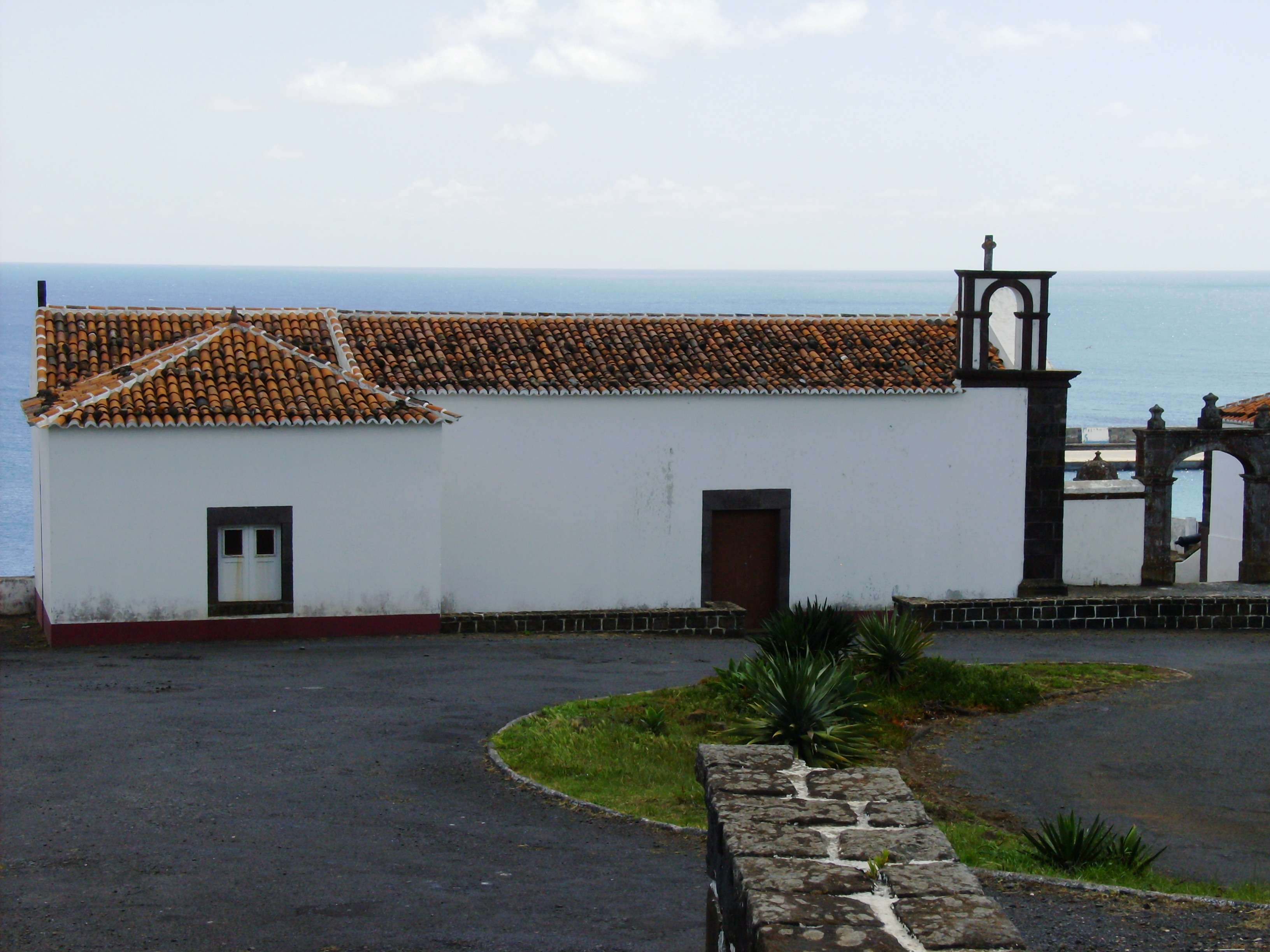
Ermida de Nossa Senhora da Conceição.

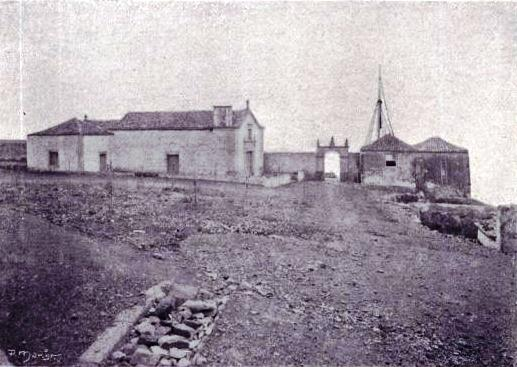
"Egreja de Nossa Senhora da Conceição da Rocha e Casa do Castello" (Álbum Açoriano, 1903).

A Ermida de Nossa Senhora da Conceição, também conhecida como Ermida de Nossa Senhora da Conceição da Rocha ou Ermida de Santa Luzia, localiza-se no largo Sousa e Silva, na freguesia da Vila do Porto, concelho da Vila do Porto, na ilha de Santa Maria, nos Açores.

## História
Esta foi a primitiva igreja paroquial, a primeira de Vila do Porto, e encontra-se referida por Gaspar Frutuoso, após ter citado a de Nossa Senhora de Assunção:
"Logo, subindo pela ladeira, no princípio da Vila, junto do mar, sobre a rocha, está uma ermida de Nossa Senhora da Conceição, muito fresca, que de qualquer parte, que vem do mar de fora para o porto, não se vê outra casa primeiro que ela, por boa entrada e estreia."
E em outro trecho:
"Há mais duas igrejas nesta vila [além da de Nossa Senhora da Assunção], muito boas casas: uma, nomeada Espírito Santo e Misericórdia, onde se fazem muitas obras de caridade; outra de Nossa Senhora da Concepção, que está sobre a rocha e porto."
Quando do assalto de piratas em 1539, preparando-se os invasores para o desembarque no porto da vila, os marienses colocaram a imagem de Nossa Senhora da Conceição no chamado Alto da Rocha. Esse gesto tanto ânimo lhes incutiu que, arremetendo à pedrada sobre os atacantes, obrigaram-nos a recolher-se às suas naus e a retirar.
Frei Agostinho de Monte Alverne (c. 1695) e o padre António Cordeiro (1717) também referem esta ermida em suas crónicas.
Aqui se venerava uma imagem de São Brás, padroeiro da fortificação que lhe é anexa, o Forte de São Brás de Vila do Porto. No século XX, por aqui ser venerada uma imagem de Santa Luzia, muitos conhecem a ermida por essa invocação.
Restaurada, foi reaberta ao culto em fevereiro de 1965.
Encontra-se compreendida na Zona Classificada de Vila do Porto, conjunto classificado no grau de Imóvel de Interesse Público, pelo Decreto Legislativo Regional nº 22/92/A, de 21 de outubro de 1992.
Atualmente encontra-se fechada.
FIGUEIREDO (1954) regista que se afirma que, no seu interior, existe uma inscrição que reza: "Mesmo que a cal chegue a um real a fanga, não deixe de se caiar esta igreja".

## Características
Em alvenaria de pedra rebocada e caiada, apresenta planta rectangular com a capela-mor, ligeiramente mais estreita, também rectangular. O corpo da sacristia, de planta quadrangular, encontra-se adossado à capela-mor, pelo lado esquerdo.
A fachada, emoldurada por dois cunhais, é rasgada por um portal rematado lateralmente por duas pilastras, com duplo lintel e cornija saliente e, sobre esta, pináculos embebidos. O conjunto é encimado por uma janela rectangular, também com duplo lintel e cornija. A fachada é rematada por uma cornija que acompanha a inclinação das duas águas do telhado. No topo da cumeeira, ergue-se uma cruz em pedra, sobre base do mesmo material. A cornija prolonga-se ligeiramente na fachada lateral esquerda servindo de apoio a um campanário com um vão (actualmente sem sino) rematado em arco de volta perfeita sobre impostas. O campanário é rematado por uma cornija.
No interior, do lado do evangelho, destaca-se um púlpito em madeira pintada, com pilaretes em talha que se alternam com pares de balaústres torsos. Nele existe uma imagem de Santa Luzia.
As coberturas, de duas águas no corpo da nave e de quatro águas no corpo da sacristia, são em telha de meia-cana tradicional rematadas por beiral duplo.

## A lenda do milagre da Ermida De Nossa Senhora da Conceição

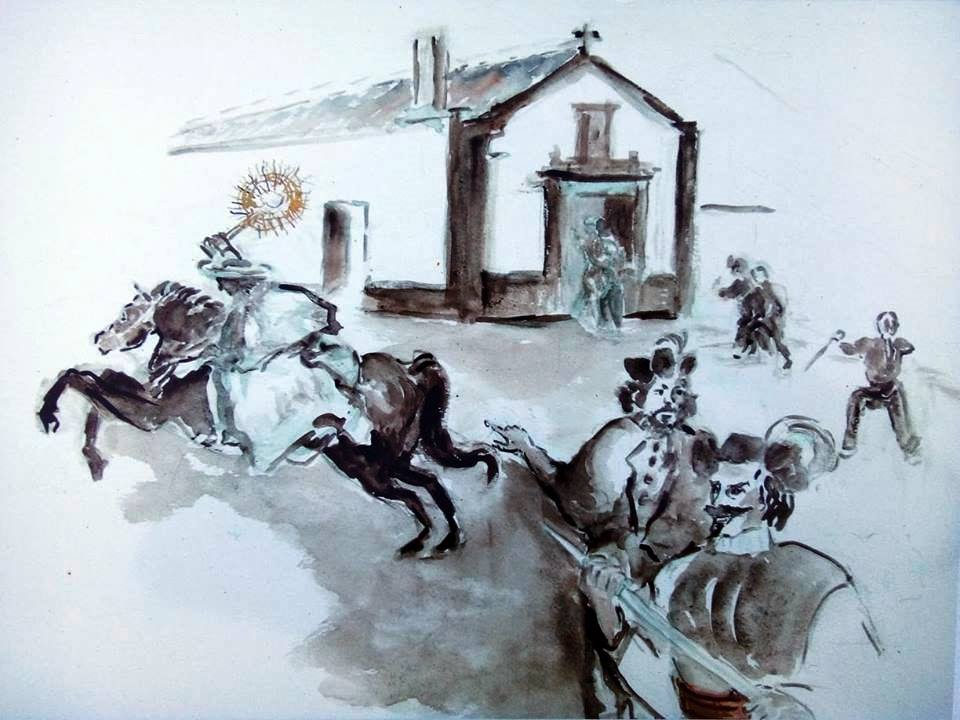
O milagre da Ermida

A tradição local liga-a um oportuno milagre, ocorrido no seu interior, quando do ataque de corsários Franceses sofrido pela ilha em 1576. Acordado de madrugada pela fuzilaria dos invasores - que tendo desembarcado de surpresa escalavam a rocha em direcção à Vila - Balthasar de Paiva, o vigário da ermida, precipita-se para o templo, com a intenção de salvar o sacrário do saque iminente. Intrépido, entra na igreja a cavalo e recolhe o Santíssimo Sacramento, mas a manobra não passa despercebida aos franceses, que cercam rapidamente o templo. O seu corajoso esforço parece condenado ao fracasso quando se dá o milagre: Uma porta lateral, cerrada por dentro com tranca e por fora com chave, abre-se subitamente para dar passagem ao vigário, que foge a galope pelo meio dos surpreendidos inimigos, indo deixar a relíquia a salvo na Ermida de Santo Antão. 